# Burschenschaft Paulista

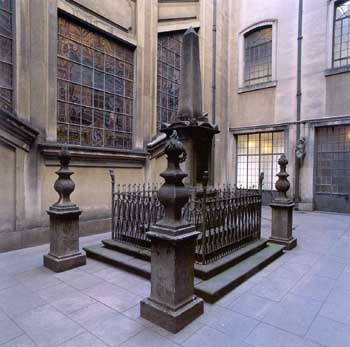
Tumba de Júlio Frank em um dos pátios internos da Faculdade de Direito do Largo de São Francisco.

Bandeira da "Original Burschenschaft" (Urburschenschaft)

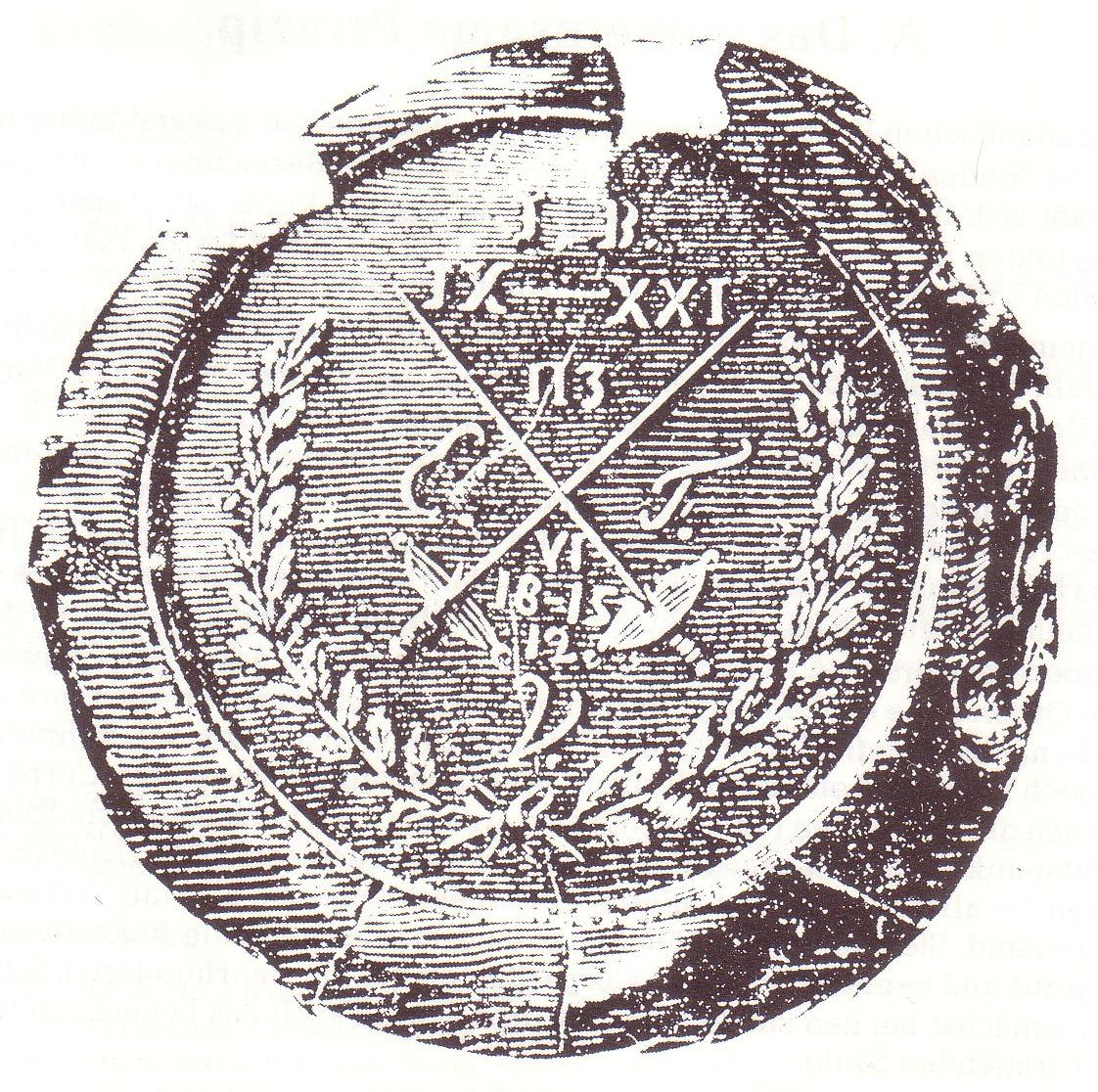
O Selo da Urburschenschaft da Universidade de Jena

Burschenschaft Paulista (informalmente Bucha) foi uma sociedade secreta, liberal e filantrópica que defendia ideias liberais e republicanas da Faculdade de Direito de São Paulo. Sociedades desta natureza encontraram campo fértil em outras comunidades acadêmicas no Brasil, como a Tugendbund na Faculdade de Direito de Olinda, a Landsmannschaft nas Escolas Politécnica de São Paulo e do Rio de Janeiro e a Jungendschaft na Faculdade de Medicina da Universidade de São Paulo.

## História
A Bucha foi criada por Johann Julius Gottfried Ludwig Frank, conhecido, no Brasil, por Julius Frank, na década de 1830. Frank foi um professor alemão do Curso Anexo da Faculdade de Direito do Largo de São Francisco, onde lecionou entre os anos de 1834 até sua morte, em 1841. Sabe-se que a inspiração de Frank foi a Burschenschaft alemã e os ideais republicanos da época. Ao lecionar História e Filosofia, Frank teve um papel decisivo na formação da jovem elite intelectual, que sonhava com os ideais democráticos e anti-imperialistas. De fato, a Bucha acabou tendo uma atuação importante como órgão fomentador e articulador de personagens importantes da novíssima república brasileira.
A origem do nome é Burschenschaft - do alemão bursch, que significa camarada, e schaft, confraria. Estas associações já existiam na Alemanha e foram trazidas pelo Professor Júlio Frank a São Paulo. O mesmo pertencia à uma sociedade na Universidade de Göttingen, na sua terra natal. Dizia Julius Frank que "os que estiverem na Academia continuarão a obra de assistência; os que terminarem o curso terão nela uma sociedade de ex-alunos, tão útil, e se auxiliarão mutuamente através do tempo. E, ainda mais tarde, se quiser, poderá governar o país..."

## Organização
A Bucha tinha então uma estrutura bem definida e funcionava sob a liderança de um "chaveiro" (pessoa que detinha maior poder), apoiado por um "Conselho de Apóstolos" e um "Conselho dos Invisíveis". O ritual de admissão de um candidato era como de um clube fechado. Para o ingresso na sociedade, era necessário que a admissão fosse proposta por outros membros e, uma vez aceito, o novo "bucheiro" deveria pagar mensalidades proporcionais à sua hierarquia. A hierarquia, começando do nível mais baixo, estruturava-se em "catecúmenos", "crentes" e "apóstolos" (estes no total de 12, considerados membros mais importantes). O "bucheiro" iniciado deveria fazer o seguinte juramento: "Juro pela minha honra jamais revelar a quem quer que seja o que me vai ser confiado hoje. Serei o mais infame dos homens se faltar a esse meu juramento".

## Membros famosos

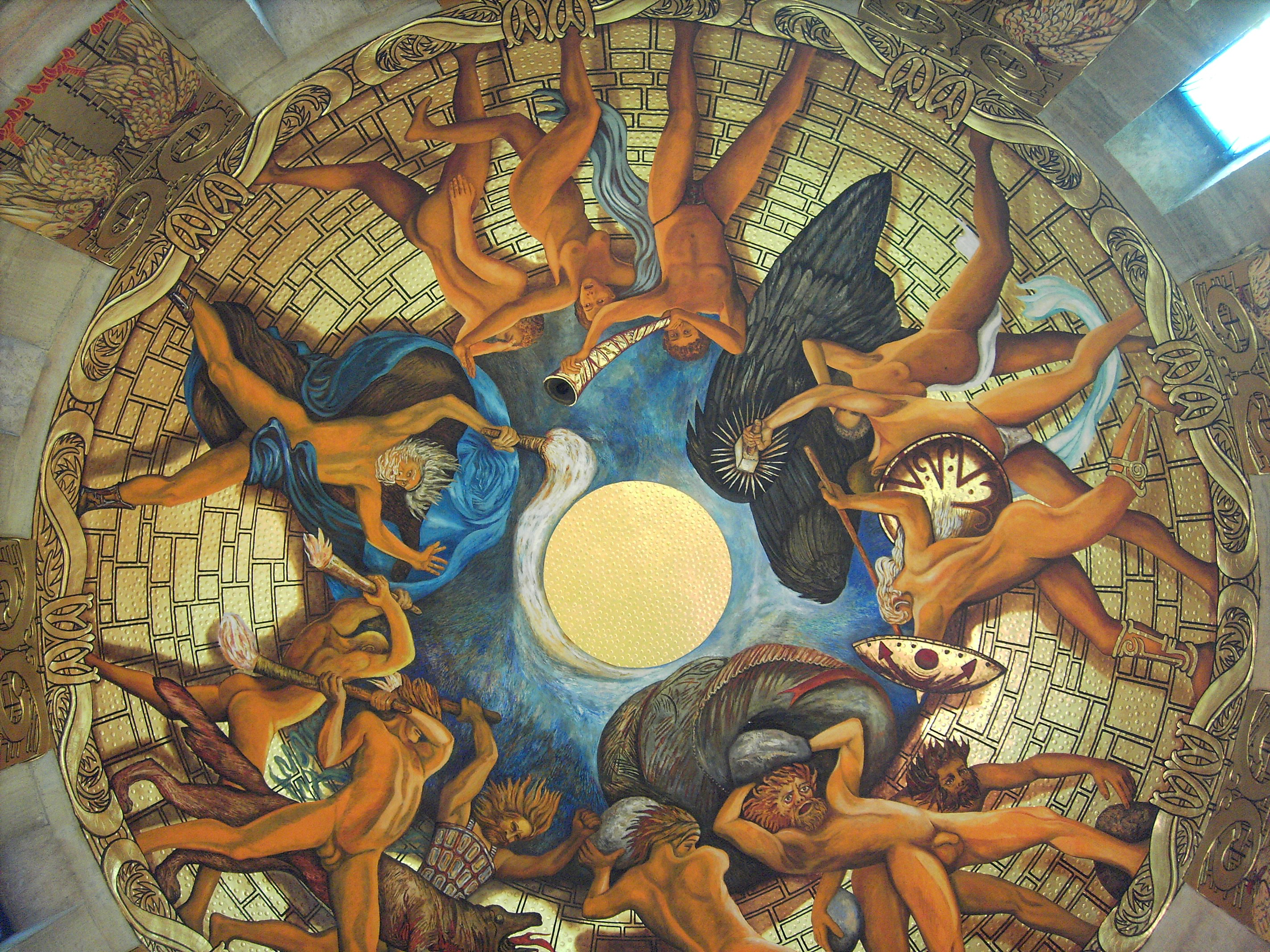
Pintura do teto do monumento das corporações estudantis em Eisenach

Muitos políticos, ministros e presidentes da República Velha foram bucheiros. Seu lema era Fé, Esperança e Caridade (F.E.C.), e sofria influências dogmáticas do Iluminismo e da Maçonaria.
Diversos membros da Bucha tiveram enorme influência nos acontecimentos políticos ocorridos a partir do séc. XIX. Entre os 133 participantes da Convenção de Itu, em 1873, que resultou na criação do Partido Republicano Paulista, predominavam bucheiros como Campos Salles, Francisco Glicério, Américo de Campos e Rangel Pestana. Esses últimos foram, ao lado de Júlio de Mesquita, os fundadores do jornal O Estado de S. Paulo, que foi também uma espécie de órgão oficial da Bucha. Consta que Júlio de Mesquita Filho foi "chaveiro" da Bucha.
A famosa Comissão dos Cinco, encarregada de elaborar o anteprojeto da Constituição republicana, tinha entre seus membros três "bucheiros", Saldanha Marinho, Américo Brasiliense e Santos Werneck (segundo Afonso Arinos de Melo Franco, também bucheiro e filho de bucheiro, na biografia que escreveu sobre o presidente Rodrigues Alves). Os três ministros civis mais proeminentes do governo provisório encabeçado pelo marechal Deodoro da Fonseca eram da Bucha: Ruy Barbosa (Fazenda), Campos Sales (Justiça) e Quintino Bocaiúva (Negócios Estrangeiros). Além disso, também foram bucheiros na República do café com leite os presidentes paulistas Prudente de Morais, Campos Sales, Rodrigues Alves, Washington Luís e Júlio Prestes, eleito em 1930 e que não chegou a assumir, assim como os presidentes mineiros Afonso Pena, Venceslau Brás e Artur Bernardes.
Poetas como Castro Alves, Álvares de Azevedo, Fagundes Varella e outras personalidades da história do Brasil como o Barão do Rio Branco também pertenceram à Bucha. Diferentemente de suas congêneres alemãs, a Bucha sempre foi uma sociedade absolutamente secreta, submergindo na mais rigorosa clandestinidade após a Revolução de 1930.